# 包皮繫帶
包皮繫帶（拉丁語：Frenulum Preputii Penis），是陰莖下方一條負責固定及連繫龜頭與包皮的軟組織。包皮繫帶內藏多條小血管，富有彈性，在陰莖勃起時會被拉長。
陰莖疲軟時，輕輕拉開包皮，完全暴露出龜頭，可以見到連繫龜頭的包皮繫帶。拉扯包皮時，包皮繫帶同時受到拉扯。
尿道下裂的人可能沒有包皮繫帶。

## 性敏感區域
陰莖背神經的一個小分支分佈於包皮繫帶上，包皮繫帶對外界刺激十分敏感，所以包皮繫帶是男性的性敏感區。大部份男性喜歡性行為時包皮繫帶被輕撫或口交時用舌頭舔。

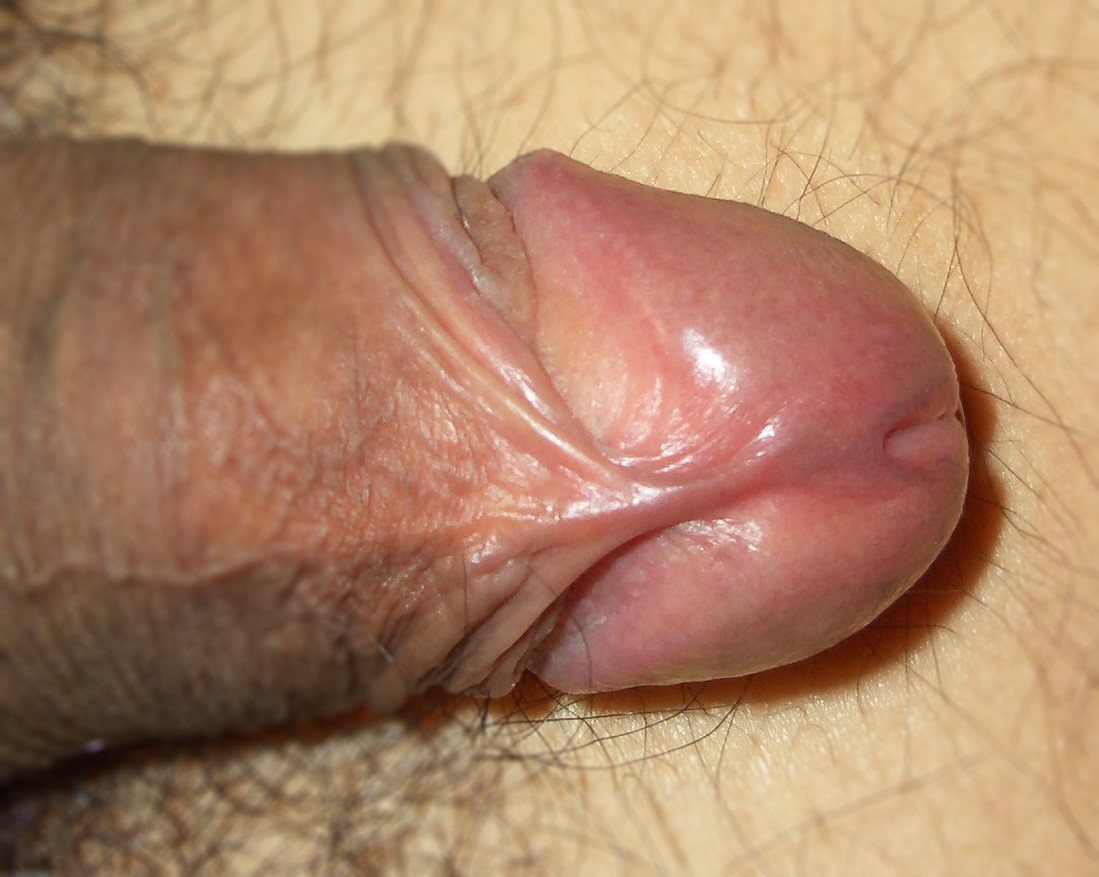
包皮繫帶十分敏感，是男性的性敏感區

## 包皮繫帶斷裂
過於猛烈的手淫或性行為，可能導致包皮繫帶撕裂或斷裂，引致下體劇烈疼痛，甚至出血。
包皮環切術可能會切除繫帶中間部分，剩餘繫帶對接若有偏差會造成繫帶斷裂。

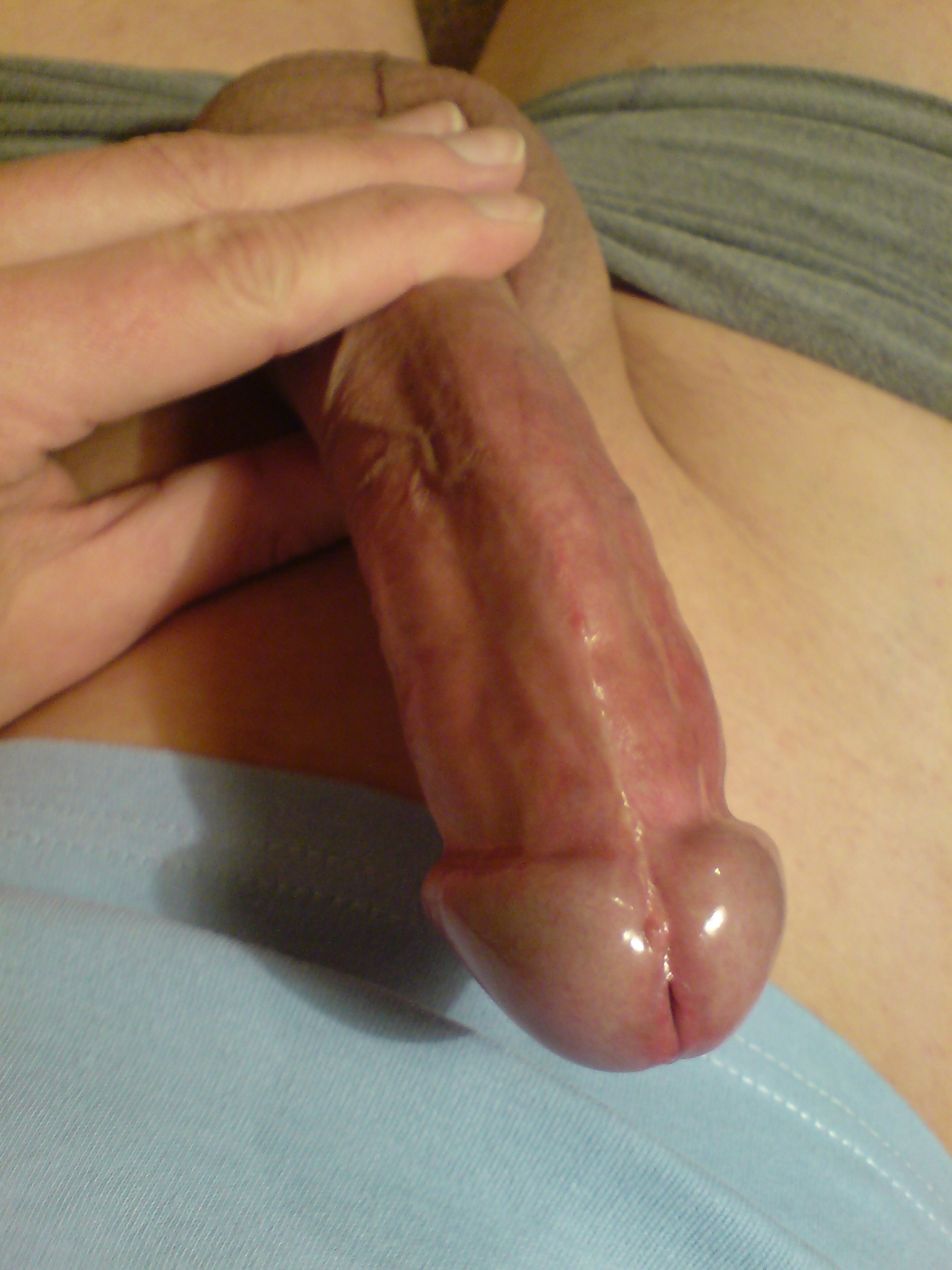
包皮繫帶切除術後的陽具

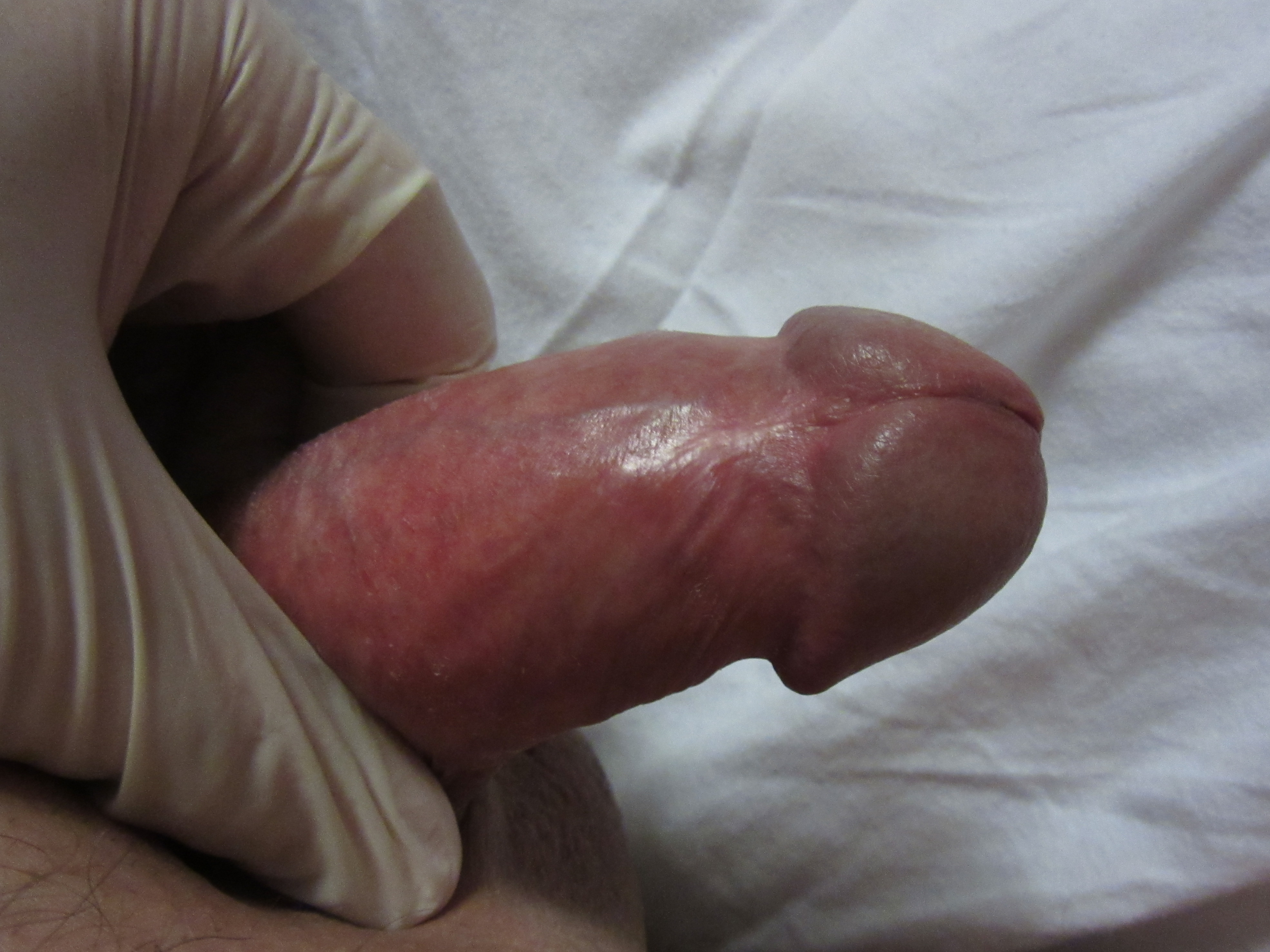

## 包皮繫帶過短
包皮繫帶可能因遺傳因素、發育條件或是不當的包皮環切術而過短。包皮繫帶過短者陰莖勃起時，龜頭被拉扯而過度偏向下方，因此造成不適、疼痛而且影響性交，亦增加包皮繫帶斷裂的風險。

## 切除
主条目：包皮繫帶切除術